# Morcote (Boyacá)
Morcote es centro poblado del municipio de Paya en la Provincia de La Libertad en el oriente del departamento colombiano de Boyacá. Se sitúa extremo oriental del municipio en el piedemonte llanero dentro de la región natural de la Orinoquía

## Datos generales
El centro poblado se encuentra situado a 25,5 km de la cabecera municipal a una elevación de 300 m s. n. m.
Es un lugar célebre del paso de la Campaña Libertadora de Nueva Granada bajo el mando de Simón Bolívar, Francisco de Paula Santander y José Antonio Anzoátegui en junio de 1819 hacia el Páramo de Pisba, dentro del proyecto de liberación de la Nueva Granada.